# Dactylobatus clarkii
Dactylobatus clarkii е вид хрущялна риба от семейство Морски лисици (Rajidae).

## Разпространение и местообитание
Видът е разпространен в Бразилия (Амапа и Пара), Гвиана, Мексико (Веракрус и Табаско), САЩ (Алабама, Луизиана, Мисисипи и Флорида), Суринам, Тринидад и Тобаго и Френска Гвиана.
Обитава крайбрежията на морета, заливи и реки. Среща се на дълбочина от 366 до 1000 m, при температура на водата от 6,5 до 11,2 °C и соленост 34,9 – 35,5 ‰.

## Описание
На дължина достигат до 59 cm.